# Sanremo Giovani

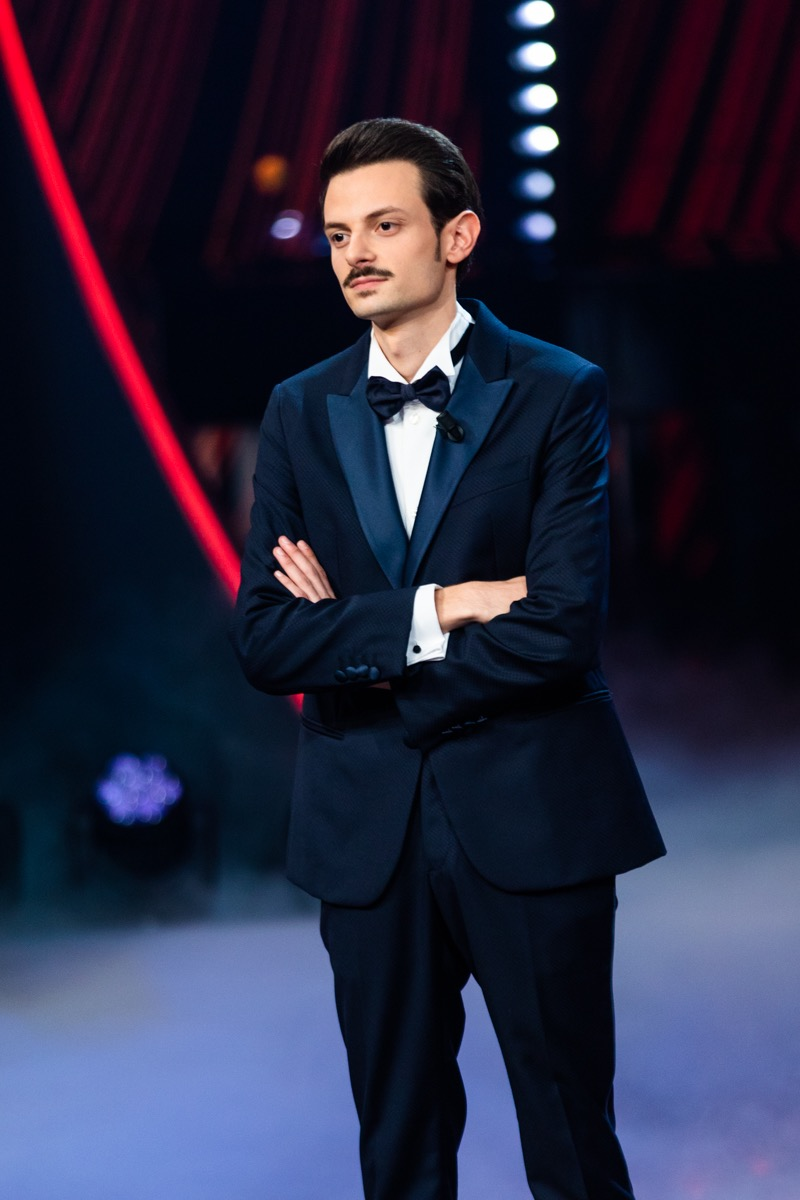
Moderator Fabio Rovazzi bei Sanremo Giovani 2018

Sanremo Giovani ist ein italienischer Popmusikwettbewerb für Nachwuchsmusiker, der seit 1993 mit Unterbrechungen und unter wechselnden Namen in Sanremo stattfindet. Er wird vom öffentlich-rechtlichen Rundfunk Rai organisiert. 2002 wurde er ausnahmsweise nach Neapel verlegt.

## Format
Ziel des Wettbewerbs ist üblicherweise die Vorauswahl von Teilnehmern der gelegentlich ebenfalls Giovani genannten Newcomer-Kategorie des Sanremo-Festivals im Jahr darauf.
In der von Pippo Baudo angestoßenen ersten Phase (1993–1998 und 2001–2002) wurden sämtliche Newcomer-Teilnehmer durch Sanremo Giovani ausgewählt (wobei 1998 und 2001 die bereits ausgewählten Teilnehmer lediglich präsentiert wurden). In der zweiten Phase, initiiert 2015 von Carlo Conti, kam nur noch ein Teil der Newcomer-Teilnehmer aus Sanremo Giovani, während die anderen Teilnehmer durch den Wettbewerb Area Sanremo und 2019 außerdem durch die Castingshow Sanremo Young bestimmt wurden. In den Jahren, in denen Sanremo Giovani nicht stattfand, erfolgte die Vorauswahl für die Newcomer-Kategorie vollständig intern durch die Organisatoren des Sanremo-Festivals (1984–1993, 2000–2001, 2005–2015).
Ein Sonderfall war Sanremo Giovani 2018, da der Wettbewerb dort die Newcomer-Kategorie des Sanremo-Festivals 2019 komplett ersetzte: Die zwei Sieger durften im Anschluss in der Hauptkategorie ins Rennen gehen. Dieses Modell wurde auch 2021–2023 verfolgt.

## Übersicht der Veranstaltungen
| Ausgabe | Ausstrahlung                      | Name                  | Ort                       | Moderation                                                           | Sieger |
| ------- | --------------------------------- | --------------------- | ------------------------- | -------------------------------------------------------------------- | ------ |
| 1       | 10.–12. November 1993             | Sanremo Giovani       | Teatro Ariston in Sanremo | Pippo Baudo                                                          | 18     |
| 2       | 17. und 24. November 1994         | Sanremo Giovani       | Teatro Ariston in Sanremo | Pippo Baudo mit Elisabetta Ferracini und Gloria Zanin                | 16     |
| 3       | 7.–8. November 1995               | Sanremo Giovani       | Teatro Ariston in Sanremo | Pippo Baudo mit Luana Ravegnini                                      | 14     |
| 4       | 13.–14. November 1996             | Sanremo Giovani       | Teatro Ariston in Sanremo | Claudio Cecchetto mit Simona Ventura und Monica Leofreddi            | 12     |
| 5       | 12. November 1997                 | Sanremo Giovani       | Teatro Ariston in Sanremo | Orietta Berti mit Fabio Fazio                                        | 14     |
| 6       | 11. November 1998                 | Sanremo famosi        | Teatro Ariston in Sanremo | Max Pezzali und Alessia Merz                                         | 14     |
| 7       | 14. November 2001                 | Sanremo Giovani       | Teatro Ariston in Sanremo | Pippo Baudo mit Vanessa Incontrada                                   | 16     |
| 8       | 23. September – 20. Dezember 2002 | Destinazione Sanremo  | Auditorium Rai di Napoli  | Pippo Baudo, Claudio Cecchetto und Federica Panicucci                | 12     |
| 9       | 27. November 2015                 | #SG – Sanremo Giovani | Villa Ormond in Sanremo   | Carlo Conti                                                          | 6      |
| 10      | 12. Dezember 2016                 | Sarà Sanremo          | Villa Ormond in Sanremo   | Carlo Conti                                                          | 6      |
| 11      | 15. Dezember 2017                 | Sarà Sanremo          | Villa Ormond in Sanremo   | Claudia Gerini und Federico Russo                                    | 6      |
| 12      | 17.–21. Dezember 2018             | Sanremo Giovani       | Kasino von Sanremo        | Pippo Baudo und Fabio Rovazzi mit Luca Barbarossa und Andrea Perroni | 2      |
| 13      | 19. Dezember 2019                 | Sanremo Giovani       | Kasino von Sanremo        | Amadeus                                                              | 5      |
| 14      | 17. Dezember 2020                 | Sanremo Giovani       | Kasino von Sanremo        | Amadeus mit Riccardo Rossi                                           | 5      |
| 15      | 15. Dezember 2021                 | Sanremo Giovani       | Kasino von Sanremo        | Amadeus                                                              | 3      |
| 16      | 16. Dezember 2022                 | Sanremo Giovani       | Kasino von Sanremo        | Amadeus                                                              | 6      |
| 17      | 19. Dezember 2023                 | Sanremo Giovani       | Kasino von Sanremo        | Amadeus                                                              | 3      |